# Juursemakluft

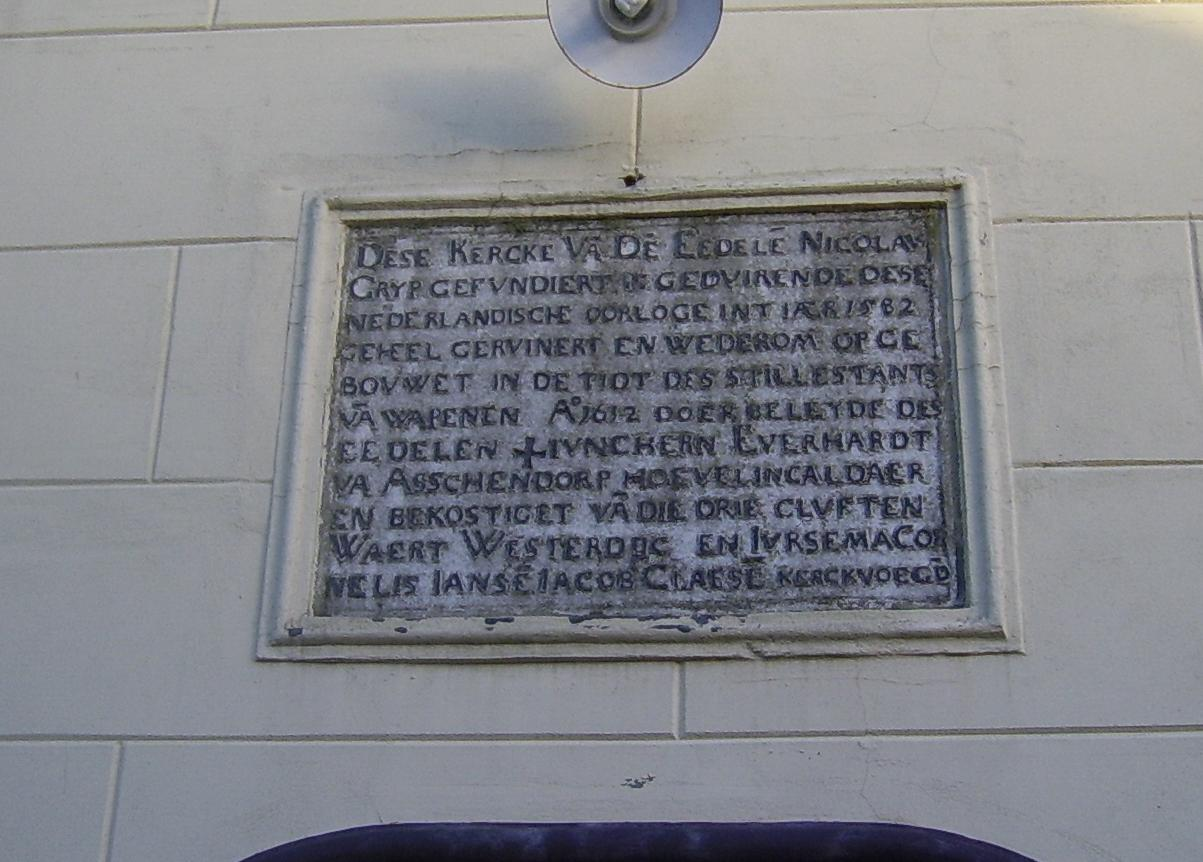
gevelsteen in de kerk van Grijpskerk met daarop de naam Iursema

 Juursemakluft of Jursemakluft was een buurtschap in de gemeente Westerkwartier in de Nederlandse provincie Groningen, gelegen direct ten oosten van Grijpskerk in het voormalige kerspel Niezijl en in de polder de Juursemakluft. Het is tegenwoordig nauwelijks nog als buurtschap te herkennen.

## Waterschap
De noordgrens van de polder Juursemakluft wordt gevormd door de Friesestraatweg, die vroeger de zuidelijke dijk vormde van de Ruigewaard en waarin de Bomsterzijl lag tot de Tachtigjarige Oorlog. De zuidgrens is het Hoerediep, het Hoendiep vormt de westgrens en het Niezijlsterdiep de oostgrens. Waterstaatkundig gezien ligt het gebied sinds 1995 binnen dat van het waterschap Noorderzijlvest.

## Naam
De drie kluften van het dorp Grijpskerk, namelijk Ruigewaard, Westerdijken en Juursema (Iursema), worden genoemd op een gevelsteen werd geplaatst ter gelegenheid van herbouw van kerk van Grijpskerk in 1612. De naam kan zijn afgeleid van de Oudfriese mansnaam Juurse of Juurd. In 1812 nam ene Jan Hindriks uit Niezijl ook de achternaam Juursema aan. De naam kluft duidt op een onderverdeling van een kerspel. Oorspronkelijk was Juursemakluft een van de drie kluften van het kerspel Oldekerk en het werd daarom ook wel Oldekerk-Beneden genoemd. De kluft Westerdijken heette oorspronkelijk Sebaldeburen-Beneden. 
De Juursemakluft lag vrij ver verwijderd van de dorpskerk. Toen Grijpskerk een eigen kerk kreeg, en zich losmaakte van Sebaldeburen werd Juursemakluft (samen met Ruigewaard en Westerdijken) een van de drie kluften van de nieuwe parochie.
Bij de Bomsterzijl en de Nieuwe Sloterzijl in 1561 het polderdorp Niezijl gesticht. De laatste verving de Sloter- of Oxwerderzijl bij De Kolk (ook Duvelskolk of Ipegat genoemd). Niezijl kreeg in 1651 een eigen kerk, waardoor het Juursemakluft (of althans het grootste deel daarvan) tot Niezijl ging behoren. Het Juursemakluft komt tot 1687 voor in de kerkboeken van Grijpskerk. 
In Grijpskerk is in de jaren 1980 een straat Juursemakluft vernoemd naar de streek.

## Bebouwing
Juursemakluft bestond begin 20e eeuw uit drie boerderijen; de linker daarvan ligt nu aan de rondweg van Grijpskerk, de middelste is verdwenen en de rechter ligt recht achter de linker en heeft de inrit iets voorbij de vier huizen aan de Friesestraatweg buiten Grijpskerk. De boerderijen liggen aan de rond 1250 ontstane oude dijk, waarover vroeger de weg Groningen - Leeuwarden liep; deze loopt bij Grijpskerk door de straat De Roder en in de andere richting liggen in het verlengde ervan de boerderijen van Okswerd.
Op 17e-eeuwse kaarten (waaronder de Coenderskaart) is het huis Meininga ingetekend, dat in stukken wordt genoemd als het steenhuis Meiningaheerd. De wapens van deze familie zijn aangetroffen op twee grafstenen in de Groningse Martinikerk. De familie komt voor vanaf de 16e eeuw. Later is het als Meiningazate (1591) eigendom van de familie De Mepsche. Eind 17e eeuw kwam het in handen van een boer en ook nu nog staat er een boerderij.